# Pichanges
Pichanges é uma comuna francesa na região administrativa da Borgonha-Franco-Condado, no departamento de Côte-d'Or. Estende-se por uma área de 10,05 km². Em 2010 a comuna tinha 300 habitantes (densidade: 29,9 hab./km²).